# U Ribombu
U Ribombu és una revista corsa editada en francès i cors, fundada el 1974 a Niça per estudiants corsos del sindicat Cunsulta di i Studienti Corsi (CSC). Des d'aleshores U Ribombu ha esdevingut l'òrgan de premsa del moviment nacionalista cors que defensa el concepte de Lluita d'Alliberament Nacional. Posteriorment ha estat setmanari del grup A Cuncolta Naziunalista, i actualment és un mensual del seu grup hereu, Corsica Nazione Indipendente. És d'obediència independentista i tracta de l'actualitat a Còrsega i arreu del món.